# Trophée Michel-Bergeron
Le trophée Michel-Bergeron récompense chaque année, la meilleure recrue offensive de hockey sur glace de la  Ligue de hockey junior Maritimes Québec (LHJMQ) de la saison. De 1970 à 1980, il récompensait la meilleure recrue, sans distinction de poste.
Le trophée honore Michel Bergeron, ancien entraîneur de la LHJMQ.

## Lauréats du trophée
- Meilleure recrue
  - 1969-1970 : Serge Martel, Maple Leafs de Verdun
  - 1970-1971 : Bob Murphy, Royals de Cornwall
  - 1971-1972 : Bob Murray, Royals de Cornwall
  - 1972-1973 : Pierre Larouche, Eperviers de Sorel
  - 1973-1974 : Michael Bossy, National de Laval
  - 1974-1975 : Denis Pomerleau, Olympiques de Hull
  - 1975-1976 : Jean-Marc Bonamie, Dynamos de Shawinigan
  - 1976-1977 : Rick Vaive, Castors de Sherbrooke
  - 1977-1978 : Denis Savard, Junior de Montréal et Normand Rochefort, Draveurs de Trois-Rivières
  - 1978-1979 : Alain Grenier, National de Laval
  - 1979-1980 : Dale Hawerchuk, Royals de Cornwall
- Meilleure recrue offensive
  - 1980-1981 : Claude Verret, Draveurs de Trois-Rivières
  - 1981-1982 : Sylvain Turgeon, Olympiques de Hull
  - 1982-1983 : Pat LaFontaine, Junior de Verdun
  - 1983-1984 : Stéphane Richer, Bisons de Granby
  - 1984-1985 : Jimmy Carson, Junior de Verdun
  - 1985-1986 : Pierre Turgeon, Bisons de Granby
  - 1986-1987 : Rob Murphy (en), Voisins de Laval
  - 1987-1988 : Martin Gélinas, Olympiques de Hull
  - 1988-1989 : Yanic Perreault, Draveurs de Trois-Rivières
  - 1989-1990 : Martin Lapointe, Titan de Laval
  - 1990-1991 : René Corbet, Voltigeurs de Drummondville
  - 1991-1992 : Alexandre Daigle, Tigres de Victoriaville
  - 1992-1993 : Steve Brulé, Lynx de Saint-Jean
  - 1993-1994 : Christian Dubé, Faucons de Sherbrooke
  - 1994-1995 : Daniel Brière, Voltigeurs de Drummondville
  - 1995-1996 : Pavel Rosa, Olympiques de Hull
  - 1996-1997 : Vincent Lecavalier, Océanic de Rimouski
  - 1997-1998 : Mike Ribeiro, Huskies de Rouyn-Noranda
  - 1998-1999 : Ladislav Nagy, Mooseheads d'Halifax
  - 1999-2000 : Christopher Montgomery, Rocket de Montréal
  - 2000-2001 : Pierre-Marc Bouchard, Saguenéens de Chicoutimi
  - 2001-2002 : Benoît Mondou, Drakkar de Baie-Comeau
  - 2002-2003 : Petr Vrána, Mooseheads d'Halifax
  - 2003-2004 : Sidney Crosby, Océanic de Rimouski
  - 2004-2005 : Derick Brassard, Voltigeurs de Drummondville
  - 2005-2006 : Angelo Esposito, Remparts de Québec
  - 2006-2007 : Jakub Voráček, Mooseheads d'Halifax
  - 2007-2008 : Nicolas Deschamps, Saguenéens de Chicoutimi
  - 2008-2009 : Dmitri Kougrychev, Remparts de Québec
  - 2009-2010 : Petr Straka, Océanic de Rimouski
  - 2010-2011 : Charles Hudon, Saguenéens de Chicoutimi
  - 2011-2012 : Mikhail Grigorenko, Remparts de Québec
  - 2012-2013 : Valentin Zykov, Drakkar de Baie-Comeau
  - 2013-2014 : Nikolaj Ehlers, Mooseheads d'Halifax
  - 2014-2015 : Dmytro Timashov, Remparts de Québec
  - 2015-2016 : Vitali Abramov, Olympiques de Gatineau
  - 2016-2017 : Nico Hischier, Mooseheads d'Halifax
  - 2017-2018 : Alexis Lafrenière, Océanic de Rimouski
  - 2018-2019 : Hendrix Lapierre, Saguenéens de Chicoutimi
  - 2019-2020 : Zachary Bolduc, Océanic de Rimouski
  - 2020-2021 : Antonin Verreault, Olympiques de Gatineau
  - 2021-2022 : Jakub Brabenec, Islanders de Charlottetown
  - 2022-2023 : Maxim Massé, Saguenéens de Chicoutimi
  - 2023-2024 : Émile Guité, Saguenéens de Chicoutimi
  - 2024-2025 : Matveï Gridine, Cataractes de Shawinigan